# Savezničko bombardiranje Zadra
Zračno bombardiranje Zadra su provodile savezničke snage od studenog 1943. do listopada 1944. godine. Zbog osobite težine razaranja i broja civilnih žrtava, neki ga smatraju ratnim zločinom. Premda su i ostali veći hrvatski gradovi pretrpjeli znatna razaranja u sličnim akcijama tijekom II. svjetskog rata, stradanje Zadra se - uz razaranja Slavonskog Broda - posebno izdvaja zbog žestine zračnih udara (30 napada je dokumentirano, a talijanski izvori govore i o preko 50) te zbog broja žrtava (podaci variraju od manje od 500 pa do čak 5.000 poginulih u gradu koji je imao svega 20.000 stanovnika). Pritom je potpuno razoreno 80 % objekata u Zadru, a gotovo svi ostali su oštećeni. Tako intenzivno bombardiranje bilo je teško objasniti samo strateškom važnošću Zadra, što je i dovelo do nastanka različitih teorija o stvarnim uzrocima napada. Razaranje Zadra je čak ponekad uspoređivano sa savezničkim bombardiranjem Dresdena, a u burnoj povijesti grada pored križarske opsade 1202. godine predstavlja jedan od najtragičnijih događaja koji će obilježiti njegovu sudbinu.
Stanovništvo Zadra od oko 25.000 ljudi - skoro isključivo Talijana, nakon što je 1920.-ih godina oko 8.000 Hrvata primorano da napusti grad - je gotovo u cijelosti evakuirano 1943. i 1944. godine, prije nego što će se njemačke okupacijske snage povući iz Zadra; ti se stanovnici potom nikad nisu vratili, nego se na njihovo mjesto doselilo hrvatsko stanovništvo iz bliže okolice.

## Strateški položaj Zadra
Zadar je početak Drugog svjetskog rata dočekao u sastavu Kraljevine Italije (pripao joj je Rapallskim ugovorom 1920. godine), kao njezina enklava na istočnoj obali Jadrana. Zbog svog isturenog položaja imao je veliku važnost u fašističkim planovima te je trebao poslužiti kao baza za buduće osvajanje čitave Dalmacije. Pripreme za to su izvršene još prije izbijanja rata: prvo je iz grada pod pritiscima još 1920.-ih iseljeno više od 8.000 Hrvata, a na njihovo mjesto su došli kolonisti iz Južne Italije. Iako sa svih strana okružen hrvatskim stanovništvom i gospodarski ovisan o njima, Zadar je do početka drugog svjetskog rata pretvoren u gotovo čisto talijanski grad, u kojem je značajan dio stanovništva (nekoliko tisuća) činilo vojno osoblje.
Fašistička vlast je poticala strahove talijanskih doseljenika, stalno ih plašeći opasnošću od slavenskih "barbara" iz okolice. Do 1941. godine grad je opkoljen čitavim sustavom talijanskih utvrda, posebno bunkerima iznad Gaženice i na području Ploče i Crnog. Istovremeno s pripremanjem navodne obrane, spremao se napad na Kraljevinu Jugoslaviju.
Zadar od Izbijanja rata do kapitulacije Italije (1941-1943)
Nakon njemačkog napada na Jugoslaviju 6. travnja 1941. godine, talijanske jedinice u Zadru su ostale na mjestu, iščekujući rasplet događaja. Njihova organizacija nije bila na zavidnoj razini, što potvrđuju događaji koji su uslijedili. Malo je poznato da je 8. travnja jugoslavensko zrakoplovstvo bombardiralo Zadar. Iako se nastala oštećenja ne mogu usporediti s onim što će se Zadru dogoditi dvije godine kasnije (pogođena je gradska vijećnica i kazalište Teatro Nazionale), među Talijanima je zavladala panika, te je počela evakuacija stanovništva prema Anconi i Puli. Također, iako se Jugoslavija počela raspadati praktički prvog dana napada, talijanska vojska se i dalje nije usuđivala izaći iz grada. Jugoslavenski garnizon u Benkovcu i na području Kistanja, Talijani su razoružali tek sredinom svibnja 1941. godine, dakle mjesec dana nakon što je ta država prestala postojati.
Kako je događaje na terenu ipak određivala njemačka vojna sila, Italija je profitirala od nestanka Jugoslavije. Novonastala NDH bilo je prisiljena Rimskim ugovorom odstupiti joj veći dio Dalmacije. Zadar je postao glavni grad Namjesništva Dalmacije i glavno fašističko uporište na njenom području.
Pravni status Zadra nakon kapitulacije Italije
Nakon što je u Italiji srušen Mussolini, nova Badogliova vlada je 8. rujna 1943. proglasila primirje i izašla iz rata. Takvo kaotično stanje iskoristila je NDH, koja je proglasila Rimski ugovor nevažećim i krenula u zaposjedanje Dalmacije. U tome je imala podršku Nijemaca, što je zastrašilo zadarske Talijane koji su ostali bez vojne zaštite. Međutim, Nijemci su im izašli u susret, te je 10. rujna njemačka 114. divizija vojno zaposjela Zadar. Zabranjeno je njegovo priključenje NDH, jer sam grad nije bio predmet ugovora iz 1941. godine. Pavelić je Zadru namijenio ulogu sjedišta velike župe Sidraga-Ravni Kotari, ali je njegovom županu Viktoru Ramovu jednostavno zabranjen ulazak u grad. Zadar je ostao pod lokalnom talijanskom upravom i njemačkom vojnom zaštitom. Pravno je njegov položaj bio još neobičniji - formalno je postao dio Mussolinijeve Socijalne Republike na sjeveru Italije, od koje je bio posve odsječen. U takvom ozračju potpune nesigurnosti, s čitavim nizom civilnih vlasti i vojski na zadarskom području, započela su saveznička bombardiranja Zadra.

## Zračni udari na Zadar
Prvi veći zračni napad savezničkih snaga na Zadar izveden je navečer 2. studenoga 1943. godine, kada je među ostalim objektima razoren dom za nezbrinutu djecu, a slijedili su veliki napadi 28. studenoga (preko 200 žrtava), te 16. i 30. prosinca iste godine. Prve je napade obilježio veliki broj civilnih žrtava, ali je grad, iako oštećen, još uvijek funkcionirao. Naročito je teško bilo bombardiranje 16. prosinca, kada su pogođena skloništa na Cereriji (današnja Voštarnica) u samom centru grada. Pritom je poginulo oko 150-200 ljudi. U udaru je sudjelovalo 50 američkih bombardera "Mitchell" (B-25) koji su bacili 90 tona bombi.
Uz ove najteže napade, gradsko područje je u manjoj mjeri bombardirano i mitraljirano i ostalim danima. Taktikom tzv. "tepih" bombardiranja uništeni su čitavi stambeni blokovi. Pod najvećim udarom našlo se središte grada, oko Foruma i Kalelarge, gdje niti jedan objekt nije sačuvan. Najveću štetu nisu nanijeli udari bombi, već požari koje su izazivale, pretvarajući grad u gomilu kostura izgorjelih kuća. Prilikom svakog udara razaran je određeni dio grada. Tako je 16. prosinca stradalo područje od crkve Gospe od Zdravlja preko Kalelarge do današnjeg Narodnog trga, a 30. prosinca Nova riva i Zeleni trg. Na samu Staru godinu razorena je gradska bolnica i većina industrijskih pogona. Zapaljena tvornica "Luxardo" (proizvođač Maraschina) gorjela je tri dana.
Napadi koji su potpuno razorili Zadar uslijedili su od siječnja do ožujka 1944. godine. Međutim, u njima je broj žrtava bio mnogo manji, jer se stanovništvo koje je ostalo bez domova i sredstava za život, razbježalo po manje oštećenim predgrađima (Arbanasi i Stanovi) te po zadarskim otocima. Procjenjuje se da je u proljeće 1944. godine u Zadru, zajedno s predgrađima, bilo manje od 4000 civila. Iako su onesposobljeni svi industrijski pogoni i pristaništa, te su Nijemci bili prisiljeni uspostaviti pomoćne luke u Zatonu kod Nina i Ražancu, bombardiranja su se nastavila tijekom čitave 1944. godine.
Do ljeta središte Zadra praktički više nije postojalo: većina kuća je posve razorena, a njihove ruševine su zatrpale ulice. Grad je potpuno opustio. Od lipnja do listopada nisu zabilježeni veći napadi, da bi novi udari uslijedili sredinom listopada 1944. godine, prilikom povlačenja njemačke vojske. Najjača bombardiranja su bila 25. i 30. listopada kada je gađano područje Brodarice, Jazina i Nove rive. Zadnje savezničko bombardiranje izvedeno je 31. listopada 1944. godine, na sam dan ulaska partizana u Zadar. Zadar je konačno oslobođen 1. studenoga 1944. godine. Pretpostavka je da je do njega došlo zabunom zbog loših komunikacija. Pritom je nekoliko Partizana i poginulo.

## Razaranja i broj žrtava
Makar talijanski izvori nerijetko ponavljaju "okrugle" brojke od 3 do 5 tisuća poginulih (dakle, bez ranjenih) Zadrana, što bi predstavljalo jednu četvrtinu predratnog stanovništva, evidencije pogreba na zadarskom gradskom groblju kazuju da je od 4. studenoga 1943. do 22. listopada 1944. ondje pokopano ukupno 467 ljudi. Točan broj poginulih se vjerojatno neće nikada utvrditi, jer je u ratnom Zadru bio veliki protok stanovništva - lokalno stanovništvo je odlazilo, dolazili su Talijani iz drugih dalmatinskih gradova, a neutvrđen je i broj pripadnika vojske. Nakon rata, broj stradalih je postao i političko pitanje, naročito u krugovima izbjeglih Zadrana u Italiji (Esula), iz kojih se dokazivalo da je nad njima izvršen genocid; iz njihovih krugova i potječu procjene od 3 i više tisuća žrtava. Smatra se vjerojatnim da je broj poginulih civila bio oko 500 (malo više od broja pokopanih na groblju), jer je većina stanovništva izbjegla nakon prvih napada u jesen i zimu 1943. godine. Taj je broj usporediv s onima u drugim gradovima u Hrvatskoj koji su bili izloženi Savezničkom bombardiranju, primjerice je u Šibeniku izginulo 320 civila i 17 vojnika, u Osijeku je žrtava bilo oko 300 ljudi; za osobito teško bombardiran Slavonski Brod, koji je poput Zadra bio pretežnim dijelom porušen, procjenjuje se broj žrtava na približno 900.
Izbjeglo stanovništvo se u razrušeni grad nije vratilo ni nakon rata kada je započeta njegova obnova, nego je u najvećem broju ostalo živjeti u Italiji, čija je vlast nad Zadrom (koja je počela s krajem I. svjetskog rata) prestala. U Zadar se umjesto njih doselio stanovništvo iz obližnjeg područja pretežno nastanjenog Hrvatima.
Posljedica bombardiranja bila je drastična promjena izgleda Zadra. Danas je teško zamisliti da je Zadarski Poluotok prije Drugog svjetskog rata bio gusto izgrađen poput Splita ili Trogira. Neosporno je da su saveznički napadi najodgovorniji za to, ali ne treba zanemariti ni utjecaj poslijeratne obnove.
U bombardiranjima je porušen najveći dio gradske jezgre, uključujući čitavu Novu rivu s 12 austro-ugarskih palača, glavna pošta i stambeni blokovi oko Foruma, Kalelarga (glavna zadarska ulica), škola kod crkve Sv. Krševana, zatim crkva Sv. Marije, Gospe od Zdravlja i baptisterij katedrale Sv. Stošije. Ništa od toga, osim crkvi, nije obnovljeno. Mnogi objekti koji su izgorjeli u ratu nisu rekonstruirani, već su rušeni, a njihovo kamenje korišteno za nasipavanje obale i cesta. Poznat je primjer gradskog kazališta (Teatro Verdi) koje je nekim čudom ostalo samo lakše oštećeno, da bi odlukom komunističkih vlasti bilo opljačkano i srušeno. Ratnim i poratnim razaranjima bio je više izložen zapadni dio Poluotoka, gdje se nalazila većina upravnih zgrada i pristaništa. Istočni dio, područje Varoša, je jedini dio središta Zadra koji je većinom očuvao prijeratni izgled.
Osim razaranja, za koje odgovornost snose saveznički bombarderi, Nijemci koji su u povlačenju minirali Novu rivu, te poslijeratna izgradnja, ostao je sporan i ukupan broj žrtava bombardiranja.

## Teorije o uzrocima bombardiranja
Trajanje napada (nešto manje od godinu dana) i količina bombi (spominje se oznos od 400 t eksploziva) bačena na Zadar, relativno mali grad s ograničenom strateškom važnošću, doveli su do nastanka različitih teorija i pretpostavki o razlozima bombardiranja. Mnoge od njih su povezane sa statusom grada u tom razdoblju i političkom borbom za njega.
U krugovima izbjeglih Esula i talijanske desnice često se provlači teza da je uništenje Zadra od Saveznika naručio Tito, kako bi uništio talijanski karakter grada i omogućio njegovo pripajanje Hrvatskoj, odnosno Jugoslaviji. Tako je on navodno lažno informirao Britance o njemačkim snagama u gradu i važnosti zadarske luke za premještanje njihovih snaga, sve kako bi im dao povod za bombardiranje. Za sve ovo nema dokaza, a uvjerljivost je upitna i zbog političke pozadine ovih tvrdnji i razloga njihovog širenja.
Mnogo vjerojatnije zvuči teorija da je Zadar nastradao ponajviše zbog svog prirodnog smještaja. Za razliku od Splita i Dubrovnika, čije su bombardirane luke Lora i Gruž bile podalje od gradskog središta, zadarska luka i sva pristaništa su se nalazila u krugu oko Poluotoka, dakle najužeg centra grada. To je povlačilo za sobom i mnogo veća razaranja u slučaju bombardiranja lučkih postrojenja.
U vezi broja zračnih napada, koji se kreće od 30 do preko 50 (ovisno o izvoru), ne treba zanemariti ni zemljopisni položaj Zadra, koji se našao na ruti bombardera sa savezničkih aerodroma u Južnoj Italiji prema njihovim metama, gradovima u Srednjoj Europi. Pritom je Zadar mogao poslužiti kao tzv. sekundarna meta za istovar bombi u slučaju lošeg vremena ili pri povratku u bazu.